# Лауреаты Сталинской премии в области литературы и искусства (1949)
В 1949 году  были названы лауреаты премии за 1948 год в Постановлении Совета Министров СССР «O присуждении Сталинских премий за выдающиеся работы в области литературы и искусства за 1948 год» (опубликовано в газете «Правда» 10 апреля 1949 года).

## а. Художественная проза
Первая степень — 100 000 рублей
1. Ажаев, Василий Николаевич — за роман «Далеко от Москвы» (1948)
2. Ауэзов, Мухтар Омарханович — за роман «Абай» (который впоследствии стал первой частью эпопеи «Путь Абая»)
3. Федин, Константин Александрович — за романы «Первые радости» (1945) и «Необыкновенное лето» (1947—1948)
4. Бабаевский, Семён Петрович — за роман «Кавалер Золотой Звезды» (1947—1948)

Вторая степень — 50 000 рублей
1. Сёмушкин, Тихон Захарович — за роман «Алитет уходит в горы» (1947—1948)
2. Лацис, Вилис Тенисович — за роман «Буря» (1945—1948)
3. Полевой (Кампов) Борис Николаевич — за сборник рассказов «Мы — советские люди» (1948)
4. Первенцев, Аркадий Алексеевич — за роман «Честь смолоду» (1948)
5. Попов Владимир Фёдорович — за роман «Сталь и шлак» (1948)
6. Мальцев (Пупко) Елизар Юрьевич — за роман «От всего сердца» (1948)
7. Гончар Олесь (Александр Терентьевич) — за роман «Злата Прага» (1948) (3-я книга романа «Знаменосцы»)

Третья степень — 25 000 рублей
1. Гулиа, Георгий Дмитриевич — за повесть «Весна в Сакене» (1947)
2. Лаптев, Юрий Григорьевич — за повесть «Заря» (1948)
3. Саянов, Виссарион Михайлович — за роман «Небо и земля» (1935—1948)
4. Саксе (Абзолон) Анна Оттовна — за роман «В гору» (1948)
5. Рябокляч, Иван Афанасьевич — за повесть «Золототысячник» (1948)
6. Сыдыкбеков, Тугельбай — за роман «Люди наших дней» (1948)
7. Леберехт, Ганс Фридрихович — за повесть «Свет в Коорди» (1948)
8. Добровольский, Владимир Анатольевич — за повесть «Трое в серых шинелях» (1948)
9. Яновский, Юрий Иванович — за «Киевские рассказы» (1948)
10. Сафонов, Вадим Андреевич — за книгу «Земля в цвету»(1948)
11. Панфёров, Фёдор Иванович — за роман «В стране поверженных» (1945—1949)

## б. Поэзия
Первая степень — 100 000 рублей
1. Исаковский, Михаил Васильевич — за сборник «Стихи и песни»
2. Симонов Константин (Кирилл) Михайлович — за книгу стихов «Друзья и враги» (1948)
3. Тихонов, Николай Семёнович — за стихотворный сборник «Грузинская весна» (1948)

Вторая степень — 50 000 рублей
1. Щипачёв, Степан Петрович — за сборник «Стихотворения» (1948)
2. Грибачёв, Николай Матвеевич — за поэму «Весна в „Победе“» (1948)
3. Луконин, Михаил Кузьмич — за поэму «Рабочий день» (1948)
4. Бажан Микола (Николай Платонович) — за цикл стихов «Английские впечатления» (1948)
5. Кулешов, Аркадий Александрович — за поэму «Новое русло» (1948)
6. Колас, Якуб (Мицкевич Константин Михайлович) — за поэму «Хата рыбака» (1947)
7. Рагим, Мамед (Гусейнов Мамед Рагим Аббас оглы) — за поэму «Над Ленинградом» (1948)
8. Маршак, Самуил Яковлевич — за перевод сонетов В. Шекспира

## в. Драматургия
Первая степень — 100 000 рублей
1. Софронов, Анатолий Владимирович — за пьесу «Московский характер» (1948)
2. Вирта (Карельский) Николай Евгеньевич — за пьесу «Заговор обречённых» («В одной стране») (1948)

Вторая степень — 50 000 рублей
1. Корнейчук, Александр Евдокимович — за пьесу «Макар Дубрава» (1948)
2. Суров, Анатолий Алексеевич — за пьесу «Зелёная улица» (1947)
3. Шаншиашвили Сандро (Александр Ильич) — за пьесы «Арсен», «Герои Крцаниси», «Имеретинские ночи»
4. Любимова, Валентина Александровна — за пьесу «Снежок» (1948)

## г. Художественная кинематография
Первая степень — 100 000 рублей
1. Герасимов, Сергей Аполлинарьевич, режиссёр, Рапопорт Вульф (Владимир) Абрамович, оператор, Иванов Владимир Николаевич, исполнитель роли Олега Кошевого, Мордюкова Нонна (Ноябрина) Викторовна, исполнительница роли Ульяны Громовой, Гурзо, Сергей Сафонович, исполнитель роли Сергея Тюленина, Макарова, Инна Владимировна, исполнительница роли Любови Шевцовой, Шагалова, Людмила Александровна, исполнительница роли Вали Борц, Хохряков, Виктор Иванович, исполнитель роли Ивана Фёдоровича Проценко, — за кинокартину «Молодая гвардия» (1948), снятую на ЦКДЮФ имени М. Горького
2. Роом, Абрам Матвеевич, режиссёр, Штейн (Рубинштейн) Александр Петрович, сценарист, Гальперин, Александр Владимирович, оператор, Свободин, Николай Капитонович, исполнитель роли Сергея Фёдоровича Лосева, Анненков (Кокин) Николай Александрович, исполнитель роли Алексея Алексеевича Добротворского, Чирков, Борис Петрович, исполнитель роли Андрея Ивановича Верейского, Жизнева, Ольга Андреевна, исполнительница роли Татьяны Александровны Добротворской, — за кинокартину «Суд чести» (1948), снятую на киностудии «Мосфильм»

Вторая степень — 50 000 рублей
1. Довженко, Александр Петрович, режиссёр, Солнцева, Юлия Ипполитовна, сорежиссёр, Косматов, Леонид Васильевич и Кун, Юлий Михайлович, операторы, Белов, Григорий Акинфович, исполнитель заглавной роли, — за кинокартину «Мичурин» (1948), снятую на киностудии «Мосфильм»
2. Столпер, Александр Борисович, режиссёр, Магидсон, Марк Павлович, оператор, Кадочников, Павел Петрович, исполнитель роли Алексея Мересьева, Меркурьев, Василий Васильевич, исполнитель роли Степана Ивановича, Охлопков, Николай Павлович, исполнитель роли комиссара Семёна Васильевича Воробьёва, — за кинокартину «Повесть о настоящем человеке» (1948), снятую на киностудии «Мосфильм»
3. Савченко, Игорь Андреевич, режиссёр, Первенцев, Аркадий Алексеевич, сценарист, Кириллов, Михаил Николаевич, оператор, Анджан, Антон Иосифович, художник, Никитченко, Иван Семёнович и Никитченко, Владимир Семёнович, художники комбинированных съёмок, Дикий, Алексей Денисович, исполнитель роли И. В. Сталина, Станицын (Гёзе) Виктор Яковлевич, исполнитель роли Ф. И. Толбухина, — за кинокартину «Третий удар» (1948), снятую на Киевской киностудии
4. Иванов-Барков, Евгений Алексеевич, режиссёр, Булинский, Андрей Александрович, оператор, Нещипленко, Василий Дмитриевич, исполнитель роли Захара Григорьевича Гарбуза, Карлиев, Алты, исполнитель роли Керима Сердарова, — за кинокартину «Далёкая невеста» (1948), снятую на Ашхабадской киностудии

## д. Хроникально-документальная кинематография
Первая степень — 100 000 рублей
1. Ромм, Михаил Ильич и Беляев, Василий Николаевич, режиссёры, Гибер, Григорий Владимирович, Левицкий, Александр Андреевич, Славинский, Евгений Иосифович, Тиссэ, Эдуард Казимирович, операторы, — за кинокартину «Владимир Ильич Ленин» (1948), снятую на ЦСДФ
2. Бойков, Владимир Николаевич, режиссёр, Кристи, Леонид Михайлович, Ошурков, Михаил Фёдорович, Фроленко, Владимир Анисимович, операторы, — за кинокартину «День воздушного флота СССР» (1948), снятую на ЦСДФ

Вторая степень — 50 000 рублей
1. Григорьев (Кацман) Роман Григорьевич, режиссёр, Фиделева, Марьяна Яковлевна, Рейзман, Оттилия Болеславовна, операторы, — за кинокартину «На страже мира»
2. Копалин, Илья Петрович, режиссёр, Монгловский, Юрий Викторович, Халушаков, Рувим Борисович, операторы, — за кинокартину «Новая Албания»
3. Степанова, Лидия Ильинична, режиссёр, Семёнов, Сергей Андреевич, Ефимов, Евгений Иванович, операторы, — за кинокартину «Демократическая Венгрия»
4. Варламов, Леонид Васильевич, режиссёр, Микоша, Владислав Владиславович, Сёмин, Алексей Георгиевич, операторы, — за кинокартину «Польша»

## е. Музыка

### I. Крупные музыкально-сценические и вокальные произведения (опера, балет, оратория, кантата)
Первая степень — 100 000 рублей
1. Арутюнян, Александр Григорьевич — за «Кантату о Родине» (1948)

Вторая степень — 50 000 рублей
1. Капп, Эуген Артурович — за балет «Калевипоэг» (1948)

### II. Крупные инструментальные произведения
Первая степень — 100 000 рублей
1. Дварионас Балис Доменикович — за концерт для скрипки с оркестром (1948)

Вторая степень — 50 000 рублей
1. Кабалевский, Дмитрий Борисович — за концерт для скрипки с оркестром
2. Амиров, Фикрет Мешади Джамиль оглы — за азербайджанские «мугамы Кюрды-Овшары» и «Шур» для симфонического оркестра
3. Бунин, Владимир Васильевич — за 2-ю симфонию (1948)
4. Гасанов, Готфрид Алиевич — за концерт для фортепиано с оркестром (1948)

### III. Произведения малых форм
Первая степень — 100 000 рублей
1. Будашкин, Николай Павлович — за произведения для оркестра народных инструментов «Русская фантазия», «Вторая рапсодия», «Думка»

Вторая степень — 50 000 рублей
1. Филиппенко, Аркадий Дмитриевич — за 2-й струнный концерт (1948)
2. Книппер, Лев Константинович — за сюиту «Солдатские песни» для симфонического оркестра
3. Милютин Юрий (Георгий) Сергеевич — за песни «Ленинские горы», «Сирень-черёмуха», «Морская гвардия»

### IV. Концертно-исполнительская и вокальная деятельность
Вторая степень — 50 000 рублей
1. Массалитинов, Константин Ираклиевич, художественный руководитель Воронежского ГАРНХ
2. Колотилова, Антонина Яковлевна, художественный руководитель русского хора Северной песни
3. Иванов, Константин Константинович, дирижёр ГСО СССР
4. Журавлёв, Дмитрий Николаевич, мастер художественного слова
5. Гинзбург, Григорий Романович, пианист
6. Баринова, Галина Всеволодовна, скрипачка, солистка МГАФ

## ж. Театрально-драматическое искусство
Первая степень — 100 000 рублей
1. Дикий, Алексей Денисович и Страдомская, Елена Ивановна, режиссёры, Шифрин, Ниссон Абрамович, Шатрова, Елена Митрофановна, исполнительница роли Ирины Фёдоровны, Григорьев, Фёдор Васильевич, исполнитель роли Алексея Кирьяновича Потапова, Гоголева, Елена Николаевна, исполнительница роли Нины Ивановны Полозовой, Леонтьев, Пётр Иванович, исполнитель роли Фёдора Степановича Гринёва, Светловидов (Седых) Николай Афанасьевич, исполнитель роли Сергея Сергеевича Зайцева — за спектакль «Московский характер» А. В. Софронова, поставленный на сцене ГАМТ
2. Кедров, Михаил Николаевич, режиссёр, Волков, Борис Иванович, художник, Ливанов, Борис Николаевич, исполнитель роли Максима Романовича Рубцова, Тарасова, Алла Константиновна, исполнительница роли Софьи Романовны, Орлов Василий Александрович, исполнитель роли, Макаров, Василий Иванович, исполнитель роли Алексея Никифоровича Сибирякова, Боголюбов, Николай Иванович, исполнитель роли Кремнёва, Блинников, Сергей Капитонович, исполнитель роли Андрея Ефремовича Кондратьева, Прудкин, Марк Исаакович, исполнитель роли Бориса Викторовича Крутилина, — за спектакль «Зелёная улица» А. А. Сурова, поставленный на сцене МХАТ имени М. Горького

Вторая степень — 50 000 рублей
1. Юра Гнат (Игнатий Петрович), режиссёр, Бучма, Амвросий Максимилианович, исполнитель заглавной роли, Ужвий, Наталия Михайловна, исполнительница роли Ольги Макаровны, Нятко (Табачникова) Полина Моисеевна, исполнительница роли, Петрицкий, Анатолий Галактионович, художник, — за спектакль «Макар Дубрава» А. Е. Корнейчука, поставленный на сцене КУАДТ имени И. Я. Франко
2. Ванин, Василий Васильевич, режиссёр и исполнитель роли Никона Фёдоровича Камня, Мордвинов, Николай Дмитриевич, исполнитель роли Игната Корнеевича Костюшина, Викландт, Ольга Артуровна, исполнительница роли Степаниды Васильевны Левашовой, Лавров, Борис Александрович, исполнитель роли Виктора Семёновича Державина, Названов, Михаил Михайлович, исполнитель роли Антона Петровича Телегина, — за спектакль «Обида» («Большая судьба») А. А. Сурова, поставленный на сцене МАДТ имени Моссовета
3. Уйгур-Маджидов, Маннон, режиссёр, Миленин, Семён Михайлович, художник, Хидоятов, Абрар и Ходжаев, Алим, исполнители заглавной роли, Ишантураева, Сара Абдурахмановна, исполнительница роли Гули, Табибуллаев, Сагди (Сегидход), исполнитель роли Мансура, Джалилов, Обид, исполнитель роли визиря Маджеддина, Назруллаев, Лутфулла, исполнитель роли Хусейна Байкары — за спектакль «Алишер Навои» Уйгуна и И. А. Султанова, поставленный на сцене УзбАТД имени Хамзы
4. Охлопков, Николай Павлович, режиссёр, Свердлин, Лев Наумович, исполнитель роли Андрея Ивановича Верейского, Ханов, Александр Александрович, исполнитель роли Алексея Алексеевича Добротворского, Кириллов, Григорий Павлович, исполнитель роли Сергея Фёдоровича Лосева, Раневская, Фаина Георгиевна (Фельдман Фаина Гиршевна), исполнительница роли Нины Ивановны, Штраух, Максим Максимович, исполнитель роли, — за спектакль «Закон чести» А. П. Штейна (Рубинштейна), поставленный на сцене Московского театра драмы
5. Гершт, Меер Абрамович, режиссёр, Бабичев, Юрий Николаевич, художник, Кузнецов Виктор Иванович, исполнитель роли С. М. Кирова, Шебуев, Георгий Александрович, исполнитель роли Реутова, — за спектакль «Крепость на Волге» И. Л. Кремлёва (Шехтмана), поставленный на сцене Куйбышевского АДТ имени М. Горького (1948)
6. «Муратов, Степан Михайлович, исполнитель ролей Терентия Хрисанфовича Тетерева и Сатина в спектаклях Мещане» и «На дне» М. Горького, матроса Чугая и Фёдора Степановича Гринёва в спектаклях «Хождение по мукам» А. Н. Толстого и «Московский характер» А. В. Софронова, поставленных на сцене Саратовского АДТ имени К. Маркса
7. Скоробогатов, Константин Васильевич, исполнитель заглавной роли в спектакле «Полководец Суворов» И. В. Бахтерева и А. В. Разумовского, поставленного на сцене ЛАТД имени А. С. Пушкина

## з. Оперное искусство
Первая степень — 100 000 рублей
1. Баратов, Леонид Васильевич, режиссёр, Голованов, Николай Семёнович, дирижёр, Федоровский, Фёдор Фёдорович, художник, Шорин, Михаил Георгиевич, хормейстер, Пирогов, Александр Степанович, Рейзен, Марк Осипович, исполнители заглавной партии, Максакова, Мария Петровна, исполнительница партии Марины Мнишек, Козловский, Иван Семёнович, исполнитель партии Юродивого, Ханаев, Никандр Сергеевич, исполнитель партии Шуйского, — за оперный спектакль «Борис Годунов» М. П. Мусоргского, поставленный на сцене ГАБТ

Вторая степень — 50 000 рублей
1. Стефанович, Михаил Павлович, режиссёр, Тольба, Вениамин Савельевич, дирижёр, Хвостенко-Хвостов, Александр Вениаминович, художник, Роменский, Михаил Дамианович, исполнитель заглавной партии, Шолина, Галина Семёновна, исполнительница партии Антониды, Томм, Элеонора Николаевна, исполнительница партии Вани, Кипоренко-Даманский, Юрий Степанович, исполнитель партии Собинина, — за оперный спектакль «Иван Сусанин» М. И. Глинки, поставленный на сцене КУАТОБ имени Т. Г. Шевченко (1948)
2. Покровский, Борис Александрович, режиссёр, Дмитриев Владимир Владимирович (посмертно), художник, Кондрашин, Кирилл Петрович, дирижёр, Вайнонен, Василий Иванович, балетмейстер, Шумилова, Елена Ивановна, Масленникова, Леокадия Игнатьевна, исполнительницы партии Марженки, Нэлепп, Георгий Михайлович, исполнитель партии Еника, Щегольков, Николай Фёдорович, исполнитель партии Свата, Орфенов, Анатолий Иванович, исполнитель партии Вашека, — за оперный спектакль «Проданная невеста» Б. Сметаны, поставленный филиалом ГАБТ
3. Тулебаев, Мукан Тулебаевич, композитор, Джандарбеков, Курманбек, режиссёр, Умбетбаев, Анварбек Бейсембаевич и Досымжанов, Байгали Досымжанович, исполнители заглавной партии, Бейсекова, Шабал и Байсеитова Куляш (Гульбахрам Жасымовна) исполнительницы заглавной партии, Ненашев, Анатолий Иванович, художник, — за оперный спектакль «Биржан и Сара» М. Т. Тулебаева, поставленный на сцене КазГАТОБ имени Абая (1946)
4. Цыдынжапов, Гомбожап Цыдынжапович — за заслуги в развитии бурят-монгольского театра

## и. Балетное искусство
Первая степень — 100 000 рублей
1. Сухишвили, Илья Ильич и Рамишвили, Нина Шалвовна — за постановку новой программы в ГАТ Грузии и высокое мастерство исполнения сольных танцев

Вторая степень — 50 000 рублей
1. Сергеев, Константин Михайлович, режиссёр, Дудинская, Наталья Михайловна, исполнительница заглавной партии, Анисимова, Нина Александровна, исполнительница испанских танцев, Каплан Семён Шлёмович (Соломонович), исполнитель партии Абдерахмана, Вирсаладзе, Симон Багратович, художник, — за балетный спектакль «Раймонда» А. К. Глазунова, поставленный на сцене ЛАТОБ имени С. М. Кирова
2. Баласанян Сергей Артёмович, композитор, Валамат-Заде, Гафар Рустамович, постановщик, Чемодуров, Евгений Григорьевич, художник, Захидова, Лютфи, исполнительница заглавной партии, Кабилов Махмад, исполнитель заглавной партии, — за балетный спектакль «Лейли и Меджнун» С. А. Баласаняна, поставленный на сцене ТаджАТОБ имени С. Айни (1947)
3. Устинова, Татьяна Алексеевна, — за постановку народных танцев в ГАРНХ имени М. Е. Пятницкого

## к. Живопись
Первая степень — 100 000 рублей
1. Кукрыниксы — за картину «Конец» (1947—1948)

Вторая степень — 50 000 рублей
1. Герасимов Александр Михайлович — за картину «И. В. Сталин у гроба А. А. Жданова» (1948) и за портрет В. М. Молотова (1948)
2. Шурпин, Фёдор Саввич — за картину «Утро нашей Родины» (1946—1948)
3. Решетников, Фёдор Павлович — за картины «Генералиссимус Советского Союза И. В. Сталин» (1948) и «Прибыл на каникулы» (1948)
4. Финогенов, Константин Иванович — за серию рисунков «И. В. Сталин в годы Великой Отечественной войны»
5. Кривоногов, Пётр Александрович — за картину «Победа» (1948)
6. Тоидзе, Ираклий Моисеевич — за иллюстрации к книге «Антология грузинской поэзии»
7. Сорокин, Иван Семёнович — за картину «А. С. Попов демонстрирует адмиралу С. О. Макарову первую в мире радиостанцию» (1948)
8. Горпенко, Анатолий Андреевич, Стадник, Александр Михайлович, Жигимонт, Пётр Иванович — за диораму «Форсирование Днепра войсками Советской Армии»
9. Корецкий, Пётр Силивёрстович и Евстигнеев, Иван Васильевич — за диораму «Бой на Одерском плацдарме»
10. Яковлев Василий Николаевич — за картину «Колхозное стадо» (1948)
11. Чуйков, Семён Афанасьевич — за серию картин о колхозах Киргизии

Третья степень — 25 000 рублей
1. Соколов-Скаля, Павел Петрович — за картину «Краснодонцы» (1948)
2. Иванов, Виктор Семёнович, Корецкий, Виктор Борисович, Кокорекин, Алексей Алексеевич — за серию политических плакатов

## л. Скульптура
Вторая степень — 50 000 рублей
1. Вучетич, Евгений Викторович — за создание скульптурных портретов дважды Героя Советского Союза Т. Т. Хрюкина (1948) и Героя Социалистического Труда Н. Ниязова
2. Томский (Гришин) Николай Васильевич — за скульптурные портрета трижды Героя Советского Союза А. И. Покрышкина и дважды Героев Советского Союза П. А. Покрышева и А. С. Смирнова
3. Кибальников, Александр Павлович — за скульптуру «Н. Г. Чернышевский» (Саратов)

## м. Архитектура
Первая степень — 100 000 рублей
1. Руднев, Лев Владимирович, Абросимов, Павел Васильевич, Хряков, Александр Фёдорович, Чернышёв, Сергей Егорович, — за создание архитектурного проекта 26-этажного Главного здания МГУ имени М. В. Ломоносова на Ленинских горах в Москве
2. Чечулин, Дмитрий Николаевич — за создание архитектурного проекта 32-этажного административного здания в районе Зарядье в Москве (проект осуществлён не был)
3. Мордвинов, Аркадий Григорьевич — за создание архитектурного проекта 26-этажного здания гостиницы «Украина» на Дорогомиловской набережной в Москве
4. Минкус, Михаил Адольфович и Гельфрейх, Владимир Георгиевич — за создание архитектурного проекта 20-этажного здания МИД СССР на Смоленской площади в Москве

Вторая степень — 50 000 рублей
1. Поляков, Леонид Михайлович и Борецкий, Александр Борисович — за создание архитектурного проекта 17-этажного здания гостиницы «Ленинградская» на Каланчёвской улице в Москве (лишены звания лауреата согласно Постановлению Центрального Комитета КПСС и Совета Министров СССР от 4 ноября 1955 года № 1871 «Об устранении излишеств в проектировании и строительстве»: «Учитывая, что авторы проекта гостиницы «Ленинградская» после присуждения им Сталинской премии за эскизный проект допустили при последующей разработке проекта крупные излишества в объемно-планировочных решениях и архитектурной отделке здания, лишить архитекторов Полякова и Борецкого звания лауреата Сталинской премии, присужденного им за проект этого здания.»)
2. Ростковский, Андрей Константинович — за создание (совместно с Д. Н. Чечулиным) архитектурного проекта 17-этажного жилого дома на Котельнической набережной в Москве
3. Посохин, Михаил Васильевич и Мндоянц, Ашот Ашотович — за создание архитектурного проекта 16-этажного жилого дома на площади Восстания в Москве
4. Душкин, Алексей Николаевич и Мезенцев, Борис Сергеевич — за создание архитектурного проекта 16-этажного здания Министерства транспортного строительства СССР у Красных Ворот в Москве